# مارشا هانت (هنرپیشه)
مارشا هانت (انگلیسی: Marsha Hunt؛ زادهٔ ۱۷ اکتبر ۱۹۱۷ – درگذشتهٔ ۷ سپتامبر ۲۰۲۲) هنرپیشه اهل ایالات متحده آمریکا بود. از فیلم‌هایی که وی در آن نقش داشته‌است، می‌توان به جانی تفنگش را برداشت، هیچ‌کس نخواهد گریخت و شکوفه در غبار اشاره نمود.

## مرگ
مارشا در ۷ سپتامبر ۲۰۲۲ در سن ۱۰۴سالگی به دلایل طبیعی در لس آنجلس درگذشت.